# Poecilmitis rileyi
Poecilmitis rileyi är en fjärilsart som beskrevs av Dickson 1966. Poecilmitis rileyi ingår i släktet Poecilmitis och familjen juvelvingar. IUCN kategoriserar arten globalt som starkt hotad. Inga underarter finns listade i Catalogue of Life.